# Cody Williams
Cody Leron Williams (San Luis Obispo, 20 novembre 2004) è un cestista statunitense, professionista nella NBA con gli Utah Jazz.

## Biografia
È il fratello minore del cestista degli Oklahoma City Thunder Jalen Williams.

## Carriera
Al draft NBA 2024 Williams è stato selezionato con la decima scelta assoluta dagli Utah Jazz.

## Statistiche

### NCAA
| Anno      | Squadra            | PG | PT | MP   | TC%  | 3P%  | TL%  | RP  | AP  | PRP | SP  | PP   |
| --------- | ------------------ | -- | -- | ---- | ---- | ---- | ---- | --- | --- | --- | --- | ---- |
| 2023-2024 | Colorado Buffaloes | 24 | 18 | 28,4 | 55,2 | 41,5 | 71,4 | 3,0 | 1,6 | 0,6 | 0,7 | 11,9 |
| Carriera  | Carriera           | 24 | 18 | 28,4 | 55,2 | 41,5 | 71,4 | 3,0 | 1,6 | 0,6 | 0,7 | 11,9 |

### NBA

#### Regular Season
| Anno      | Squadra   | PG | PT | MP   | TC%  | 3P%  | TL%  | RP  | AP  | PRP | SP  | PP  |
| --------- | --------- | -- | -- | ---- | ---- | ---- | ---- | --- | --- | --- | --- | --- |
| 2024-2025 | Utah Jazz | 50 | 21 | 21,2 | 32,3 | 25,9 | 72,5 | 2,3 | 1,2 | 0,5 | 0,3 | 4,6 |
| Carriera  | Carriera  | 50 | 21 | 21,2 | 32,3 | 25,9 | 72,5 | 2,3 | 1,2 | 0,5 | 0,3 | 4,6 |

## Palmarès
- McDonald's All-American Game (2023)